# AN/PVS-4
Starlight Scope (с англ. — «прицел звёздного света», официальное наименование Night Vision Sight, Individual Served Weapon, индекс AN/PVS-4) — ночной оптический прицел и прибор ночного видения третьего поколения. Проект разработки был начат в начале 1970-х гг. для замены устаревшего прибора ночного видения второго поколения AN/PVS-2 времён войны во Вьетнаме, который он превосходит по дальности обзора, кратности увеличения, более компактному размеру и меньшему весу, будучи универсальным позволяет применяться отдельно от оружия как прибор ночного видения. Принцип работы прицела основан на интенсификации света, излучаемого объектами звёздного неба — солнечной стороной луны и звёздами (отсюда и название), в безлунную ночь прицел бесполезен. В настоящее время в Вооружённых силах США идёт процесс замены AN/PVS-4 на более совершенные приборы третьего поколения.

## Разработка
Прицел был разработан инженерами Лаборатории приборов ночного видения Армии США в Форт-Бельвур, штат Виргиния. Частным подрядчиком НИОКР выступала VARO, Inc. в Гарленде, штат Техас, там же было организовано опытное производство. Правительственный заказ на 1974—1975 бюджетный год составил 1850 прицелов общей стоимостью $6,8 млн.

## Производство
Серийное производство прицелов началось 1 июля 1974 года. Кроме исходного подрядчика в лице VARO, Inc., к производству прицелов впоследствии подключились корпорации Optic-Electronic Corporation (OEC) в Далласе, штат Техас, ITT Corp., Night Vision Div., Роанок, Виргиния, Litton Systems, Inc., Electron Devices Div., Сан-Карлос, Калифорния. VARO и ITT было создано совместное предприятие по производству оптических приборов военного назначения, которое выпускало в том числе AN/PVS-4. Завод оптических приборов в Гарленде, — крупнейший производитель прицелов, — был приобретён сначала Litton (став подразделением Electro-Optical Systems Div.), а затем Northrop Grumman.

## Конструкция
Конструкция прибора предусматривает его использование на винтовках семейств M14 и M16, единых пулеметах M60 и М249, гранатометах M72A1 и M203. В основе принципа действия лежит ЭОП третьего поколения. Ввиду наличия автоматической защиты от засветки, адаптера "день/ночь" и специального защитного чехла прибор может быть использован и в дневное время как обычный оптический прицел.

## Тактико-технические характеристики
Масса, кг — 1,81
Разрешение, линий на мм — более 32
Диоптрийная коррекция окуляра, +/-D — +2/-5 
Режим работы — пассивный
Угол обзора, град. — 14,5
Дальность обнаружения при звёздном свете, м — 600
Дальность распознавания при звёздном свете, м — 400
Кратность увеличения — 3,6×
Поколение ЭОП — III
Тип питания — 2 элемента AA
Продолжительность работы на одном комплекте батарей, часов — 20-30
Совместимость
Прицел совместим практически со всеми имеющимися серийными образцами американского стрелкового вооружения пехоты:
- винтовка M14
- винтовка M16A1
- единый пулемёт M60
- единый пулемёт M240
- лёгкий пулемёт M249
- ручной гранатомёт M79
- одноразовый ручной противотанковый гранатомёт M72
- подствольный гранатомёт M203
- безоткатный гранатомёт M67
- ПЗРК FIM-43 и FIM-92

и др.